# Hvidt næsehorn
Det hvide næsehorn også kaldet det bredsnudede næsehorn (Ceratotherium simum) er et næsehorn i ordenen af uparrettåede hovdyr. Arten er den eneste i slægten Ceratotherium. Dyret er et af de største landlevende pattedyr kun overgået i vægt af elefanter og flodheste. Dyret har en skulderhøjde på 170-183 cm og har en længde på 325-420 cm. Hannen vejer 2-2,3 t, mens hunnen når en vægt på 1,6 t. Det hvide næsehorn har to horn, det forreste er i gennemsnit 60 cm, men kan nå en længde på 150 cm. Arten lever næsten udelukkende af græs.
Verdensbestanden er på blot 8500 individer. Arten har to underarter. For den sydlige underart Ceratotherium simum simum er bestanden nogenlunde stabil på omkring 8500, mens den nordlige underart Ceratotherium simum cottoni er akut truet med mindre end 30 tilbageværende eksemplarer. Der findes nu kun tre individer i fangenskab i Kenya. Det sydlige hvide næsehorn var næsten udryddet i slutningen af det 19. århundrede.
At næsehornet kaldes 'hvidt', skyldes ifølge én teori ikke dens hudfarve, men dyrets brede snude, der som hestens mule er tilpasset græsning. På afrikaans betyder ordet "weit" bred (altså det samme ord som det danske vid). Det er muligvis blevet misforstået som hvid. Som kontrast hertil har det sorte næsehorn fået betegnelsen sort.